# Sergej Ivanovič Beljavskij
Sergej Ivanovič Beljavskij (rusky Сергей Иванович Белявский, 7. prosince 1883 Petrohrad – 13. října 1953 tamtéž) byl ruský a sovětský astronom. V rámci astronomie se věnoval zejména astrometrii, fotometrii a proměnným hvězdám. Objevil 250 proměnných hvězd, 36 asteroidů a kometu C/1911 S3. Asteroid 1074 Beljawskya, který objevil, je pojmenován po něm.
Pracoval zejména na Krymské astrofyzikální observatoři, ale v letech 1937–1944 byl ředitelem Pulkovské hvězdárny jako nástupce Borise Petroviče Gerasimoviče.
Od roku 1939 byl členem korespondentem Ruské akademie věd.